# José Ruibal
José Ruibal Argibay  (Xeve, Pontevedra, 1925 - Cuenca, 16 de febrero de 1999) fue un dramaturgo español y gran ideólogo de la llamada "generación simbolista". 

## Biografía
Hijo de una familia de clase media venida a menos como consecuencia de la guerra civil española. Ruibal define su teatro como "verbo en movimiento" y, aunque su tono crítico y de denuncia política es constante e ingrediente esencial de su teatro, siempre los reviste de un carácter simbólico y alegórico que amplía su referente de evocación.
Comienza en los años 50 con Los mendigos (1957), donde presenta la miseria y la especulación política que la produce mediante procedimientos de desrealización que hacen aparecer a los poderes sociales protagonistas como figuras animales: el militar (Perro) el civil (Asno), el eclesiástico (Cuervo) .
Parte de su obra es escrita en Argentina y en Estados Unidos, donde el autor vivió exiliado durante los últimos años de la dictadura de Franco. También vivió en Uruguay durante los años cincuenta del pasado siglo. 
Su obra cumbre es El hombre y la mosca, brillante sátira del franquismo, en forma de metáfora política; el espacio lo constituye una cúpula donde permanecen encerrados el Dictador y su Doble y llegó a ser estrenado en 1983, cuando su mensaje había perdido buena parte de su vigencia. Entre sus familiares artistas: sus hermanas Mercedes Ruibal (pintora) y Ángeles Ruibal, cantante aún en actividad.